# Площа усіх святих (Краків)
Площа Усіх Святих (Площа Вшисткіх Швєнтих) (пол. Plac Wszystkich Świętych) — міська площа, розташована у межах Старого міста Кракова між Базилікою Святого Франциска Ассізького, вулицею Гродзькою та Домініканською площею.
Площа належала до торгового поселення, розташованого в передмісті Окола. У своєму нинішньому вигляді площа повстала у 1838 році, коли було зруйновано Костел Усіх Святих, котрий був на цьому місці з 1227 року. До 1842 року на новоствореній площі залишалася ще одна самотня костельна вежа, потім її також знесли, знищивши останній слід попереднього костела.
На тому місці, де колись стояв костел, є сквер, де у 1887 році був встановлений пам'ятник президентові Кракова Миколаю Зиблікевичу, авторства Валерія Гадомського. Пам'ятник було прибрано за заявою Болеслава Дробнера у 1953 році . Однак він зберігся і в первісному вигляді повернувся на колишнє місце у 1985 році.
Перша трамвайна лінія, що перетинала площу, була відкрита 17 січня 1913 року.
Найбільш чудовою будівлею на площі є палац Велопольських, тепер будинок мерії Кракова. Поруч із палацом, перед францисканським костелом, з 1938 року міститься пам'ятник президентові Юзефу Дітлю, скульптора Ксаверія Дуніковського .
У 1955 році площа отримала нову назву Площа Весни Націй. Первинну назву було відновлено в 1990 році.
У 2007 році з нагоди 750-річчя заснування міста Кракова на площі було відкрито павільйон Виспянського, де міститься туристично-інформаційний центр, у котрому можна отримати різні інформаційні та рекламні матеріали про Краків, а також побачити оригінальні вітражі Вавельського собору Станіслава Виспянського з зображенням короля Казимира Великого, Святого Станіслава і також князя Генріха Побожного .

## Галерея

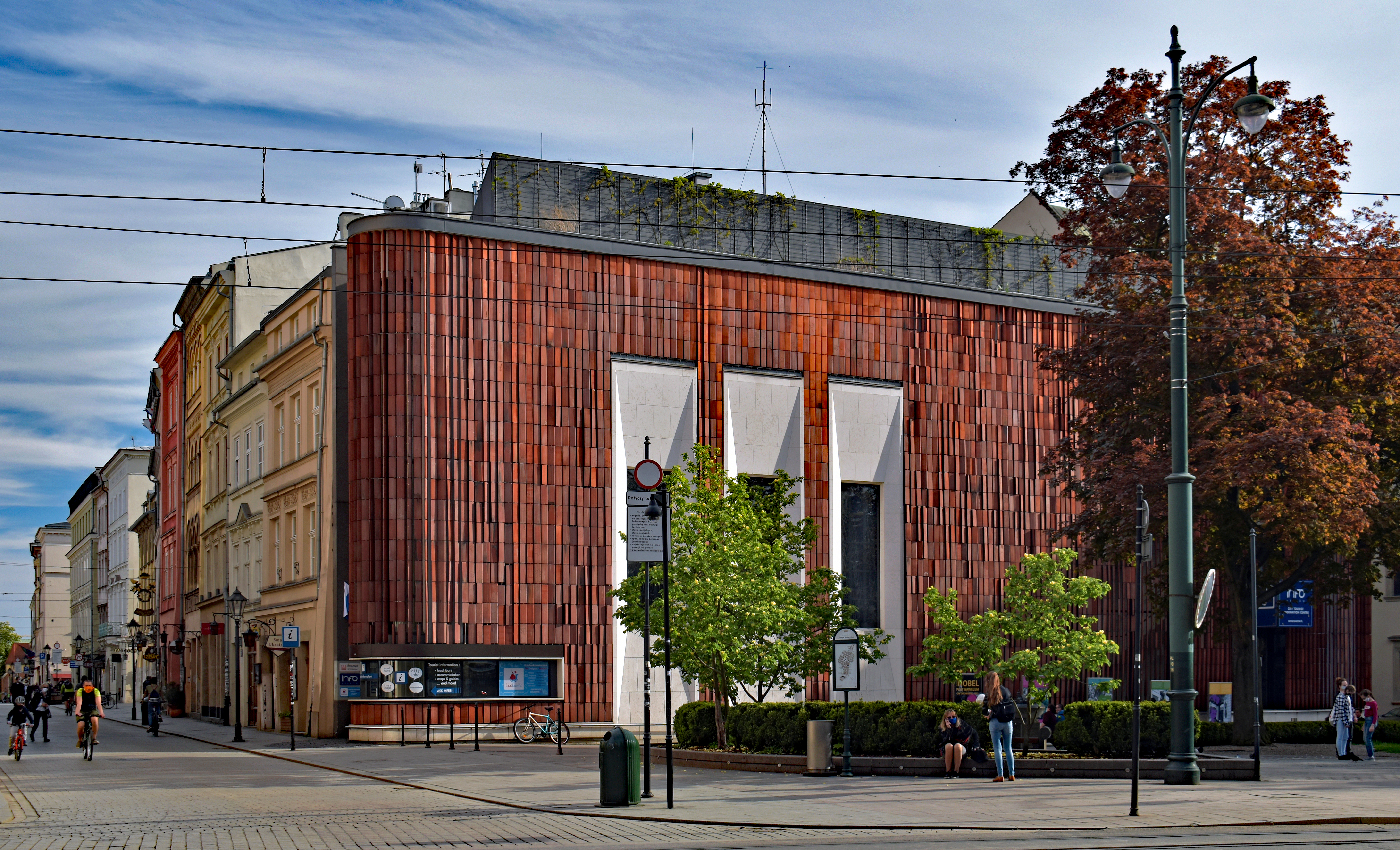
площа Усіх Святих 1-2 павільйон Виспянського
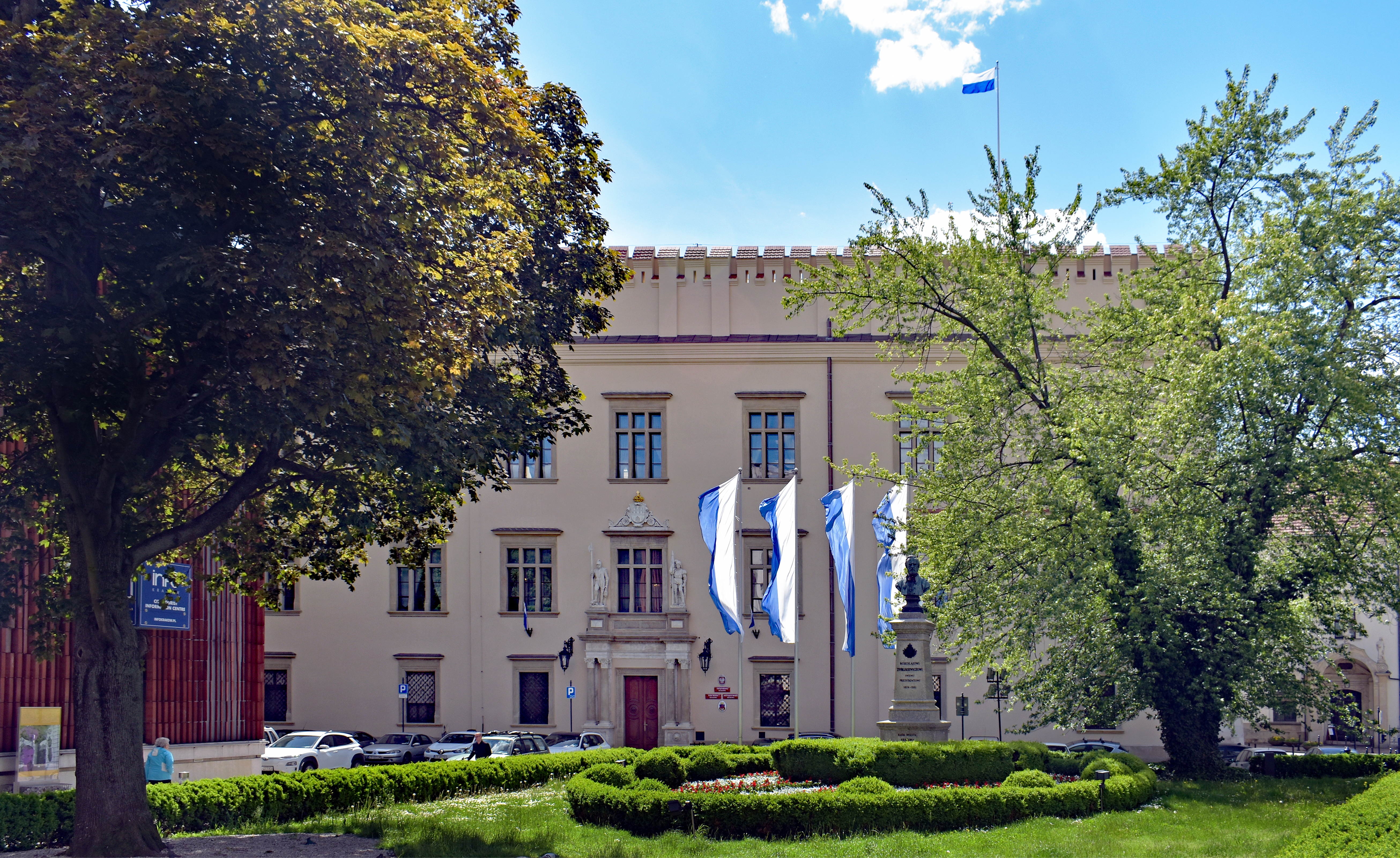
площа Усіх Святих 3-4 Уряд міста Кракова (Палац Вєлопольськіх)
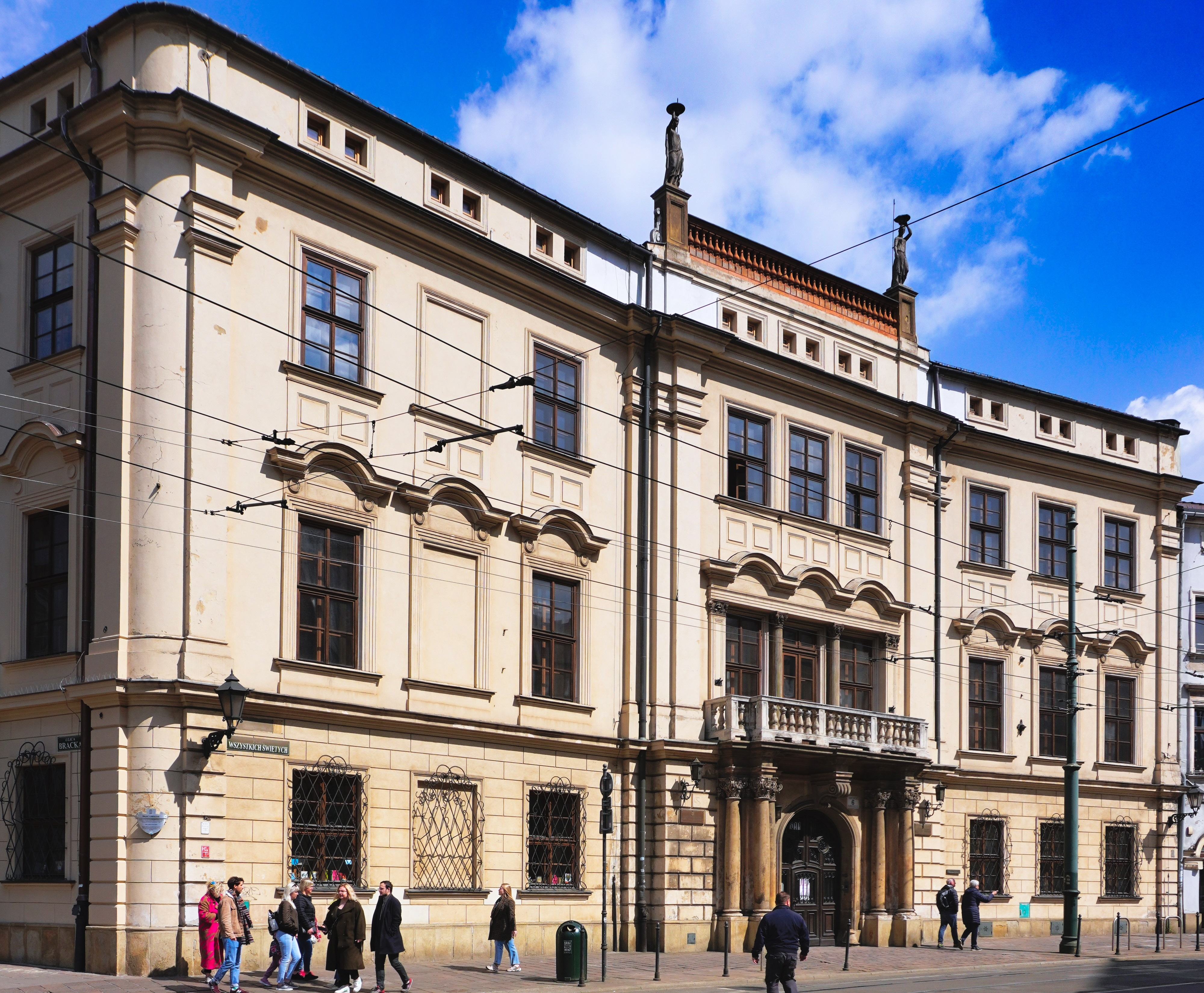
площа Усіх Святих 6 Палац Ларісча
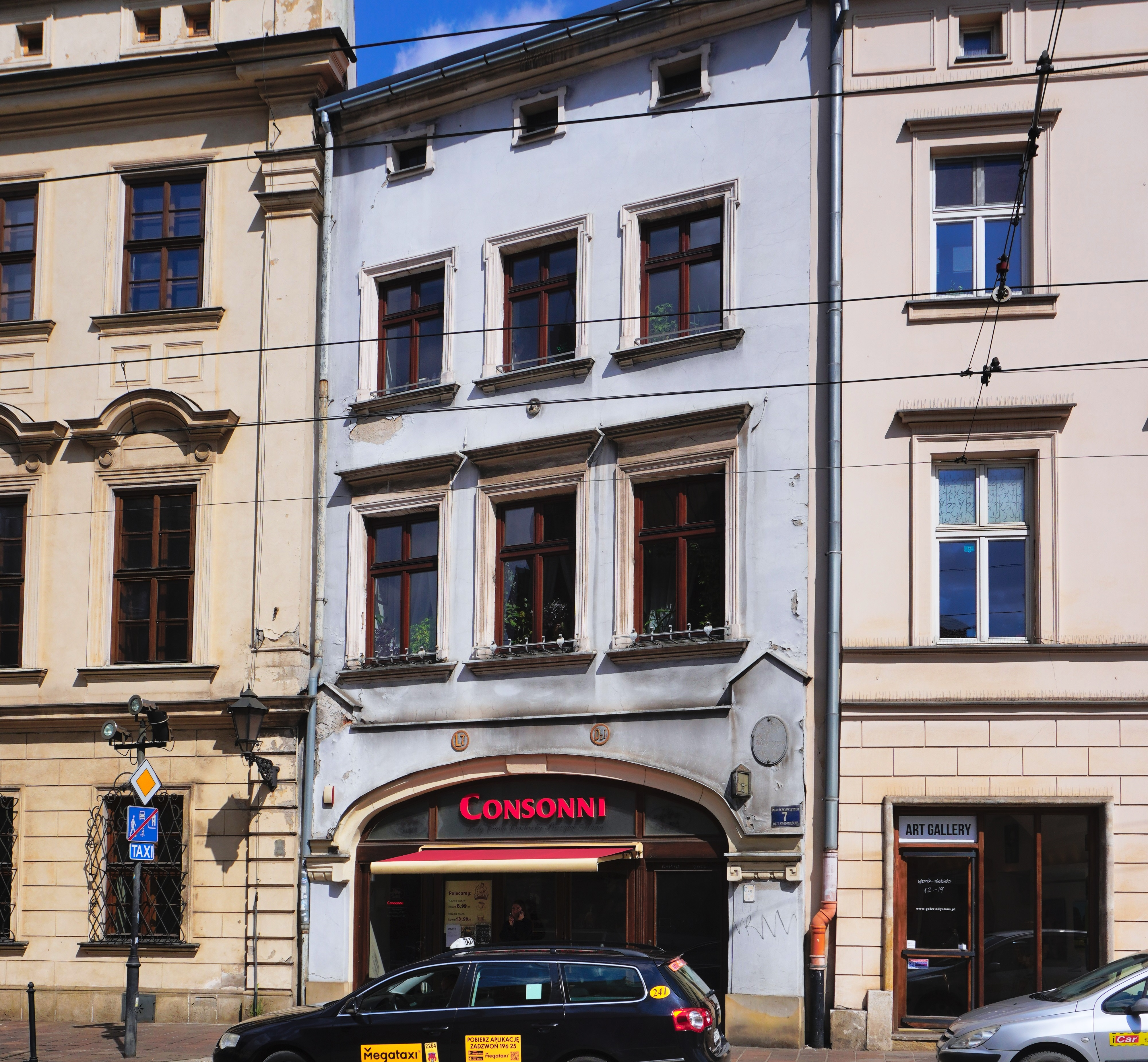
площа Усіх Святих 7 Історична кам'яниця
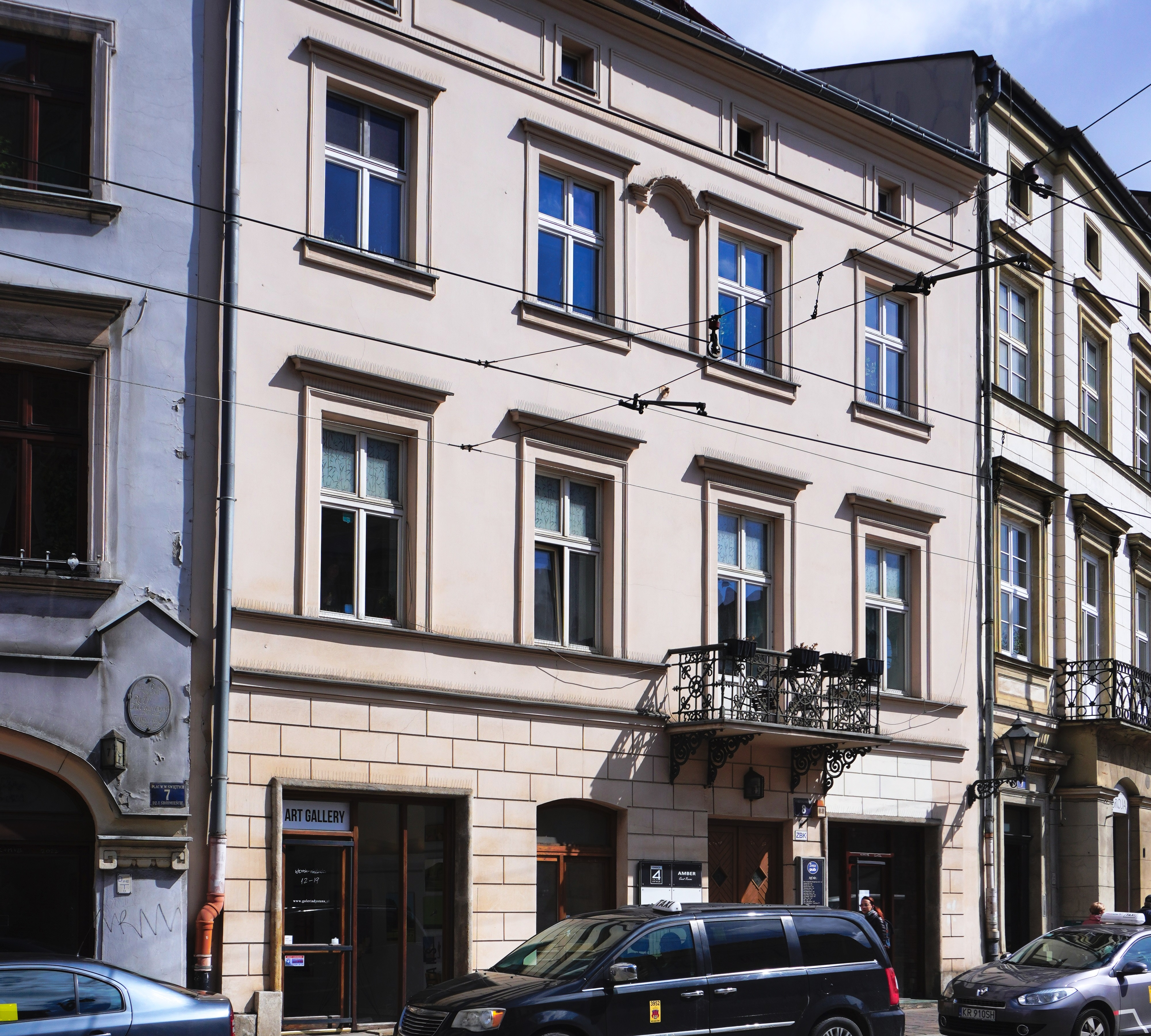
площа Усіх Святих 8 Історична кам'яниця
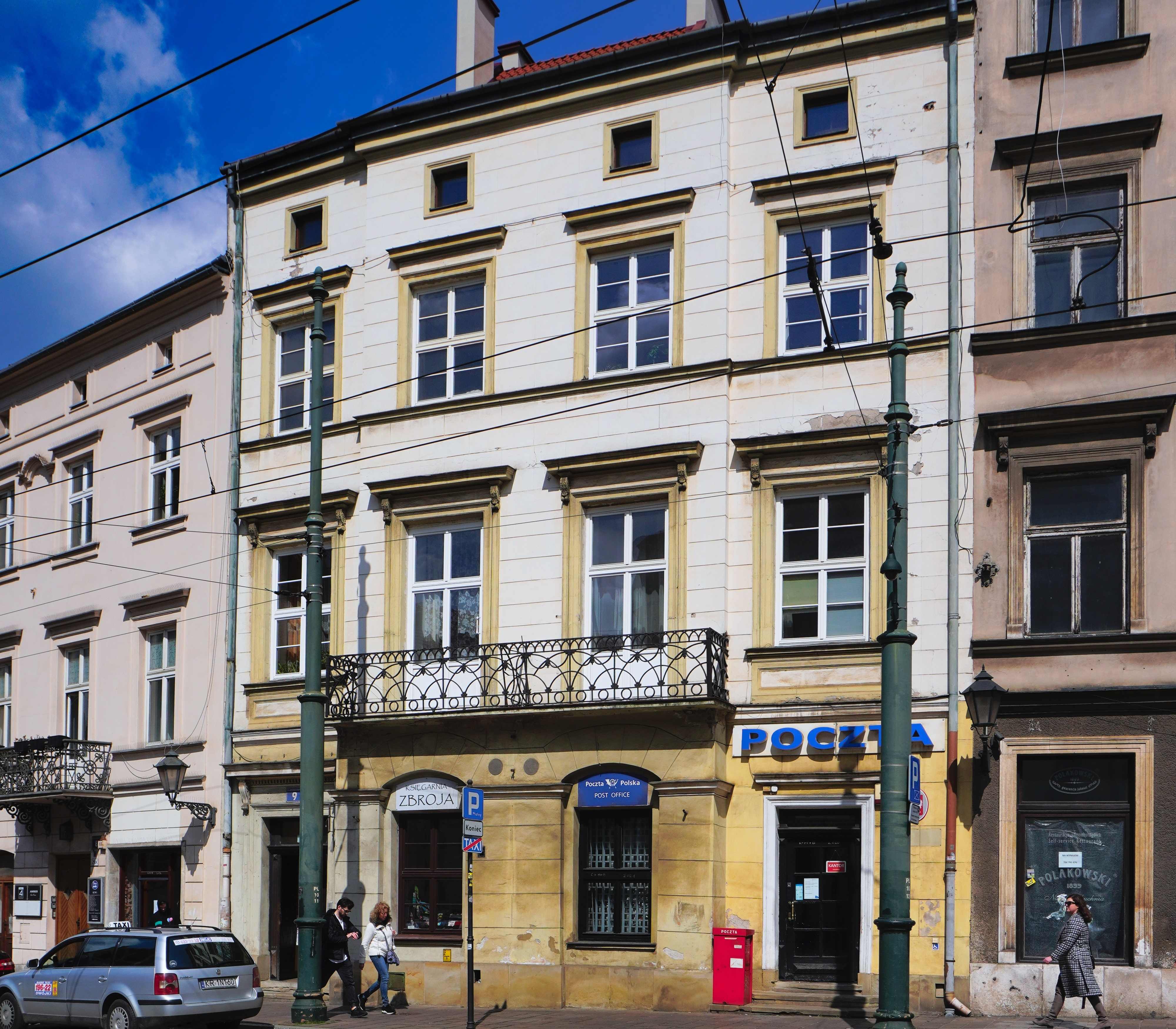
площа Усіх Святих 9 Історична кам'яниця
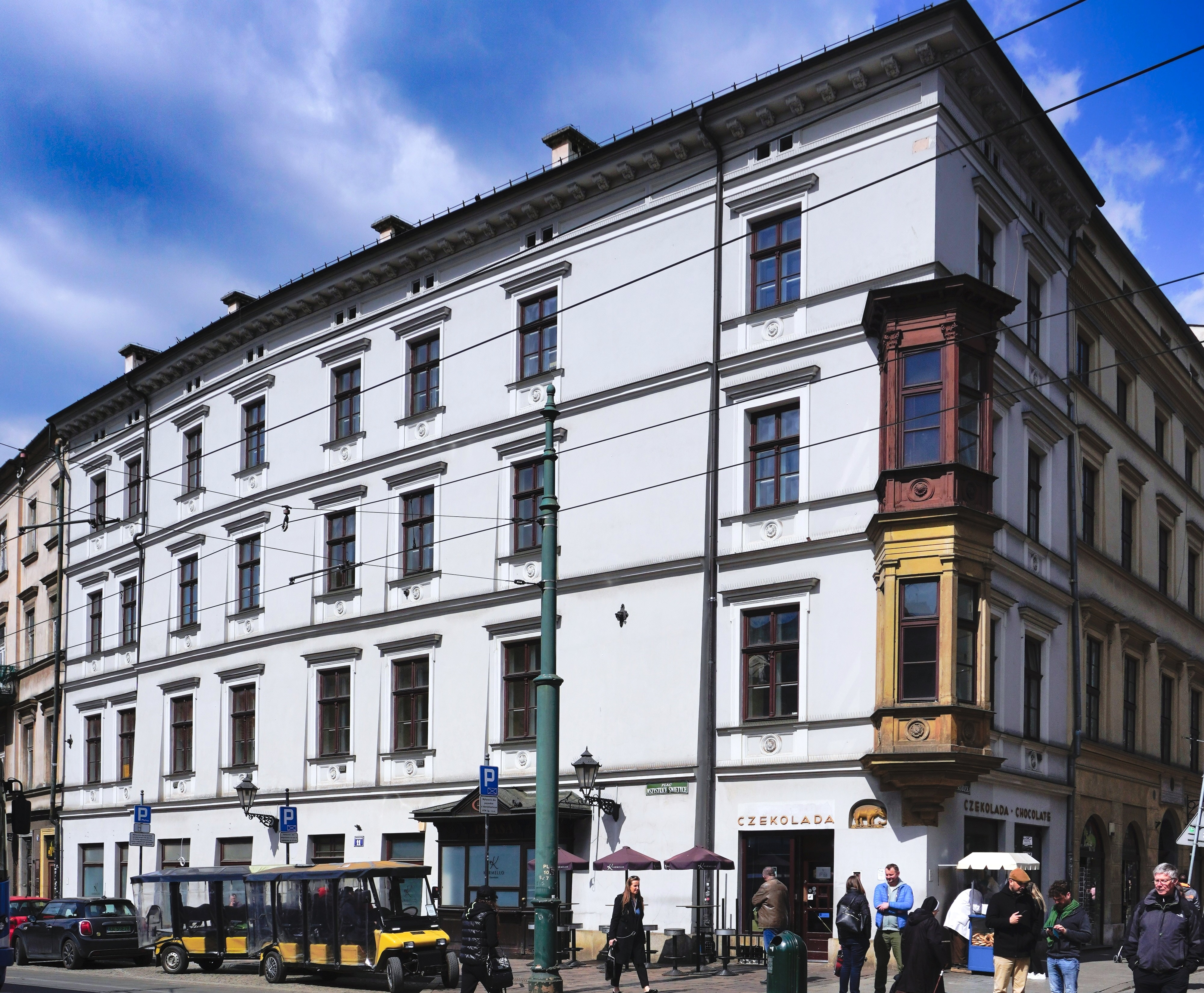
площа Усіх Святих 11 кам'яниця Pod Złotym Słoniem